# Loreto García y García
Loreto García y García (Madrid, 1799-París, 1866) fue una cantante de ópera española.

## Biografía
Nació en Madrid el 10 de diciembre de 1799, hija de Mariano García, empleado en correos, y Rosa García, segunda dama de verso en el teatro del Príncipe de la ciudad. A los seis años, ya la ajustaron en los teatros para desempeñar las partes de ángeles. En 1814, desempeñó en el teatro de la Cruz de la capital el papel principal de una opereta titulada La Gitanilla de Amor con gran éxito, mientras que el 22 de diciembre de ese mismo año cantó en el mismo teatro un rondó. El 5 de agosto de 1815, en el teatro del Príncipe participó en la ópera en tres actos titulada Alina, reina de Golconda, que concatenó nueve noches seguidas y sin interrupción. En diciembre, en los últimos siete días del año, cantó una polaca en los intermedios de la comedia.
En 1822 o 1823, de la mano de Ramón Carnicer y Batlle, de quien había recibido clases de canto, fue a Italia. Apenas arribada a Milán, este la dio a conocer en varios salones y al instante fue escriturada como prima donna en el teatro de La Scala de aquella ciudad. A raíz de las actuaciones en Milán, cantó también en París. Entre 1838 y 1840, se dio a conocer con varias óperas, incluidas La gazza ladra de Rossini y Masaniello, o La muda de Portici de Auber, en capitales de Francia, Bélgica y Alemania. En aquella gira coincidió con María Chaves Fabiani, su cuñada. García y García, que contrajo matrimonio con el bailarín de ballet Auguste Vestris y tuvo algunos hijos con él, falleció en París el 15 de mayo de 1866.